# Акматбаєв Рисбек Абдималикович
Рисбек (Риспек) Абдималикович Акматбаєв (6 липня 1960 , Чолпон-Атаd, Іссик-Кульська область  — 10 травня 2006 ) — ватажок одного з найпотужніших і найавторитетніших ОЗУ в Киргизстані з початку 1990-х. У Киргизстані вважався «хрещеним батьком Іссик-Куля» і найбільш впливовим кримінальним авторитетом.
Очолював створене ним ОЗУ до смерті, вів активну політичну діяльність у Киргизстані, легалізувався, домігся закриття всіх кримінальних справ проти себе, виграв депутатські вибори до парламенту Киргизстану (Жогорку Кенеш).
Вбитий при виході з мечеті в селищі Кок-Жар поблизу Бішкека.

## Життєпис
Народився 6 липня 1960 року в Чолпон-Аті Іссик-Кульської області Киргизької РСР, служив у диверсійній розвідці ВДВ СРСР. Після цього став займатися рекетом і вперше потрапив до в'язниці 1988 року. У середині 1990-х відсидів вдруге за вбивство.
Двічі судимий. Закінчив Киргизький державний інститут фізичної культури. Майстер спорту з боксу. Відбував покарання у спецзоні для особливо небезпечних злочинців «Білий лебідь».
1993—1997 — був спонсором будівництва меморіалу на честь Чолпон-Ати.
До кінця 1990-х був правою рукою кримінального авторитета Камчібека Кольбаєва.
З 2001 року перебував у розшуку за підозрою у потрійному вбивстві, влітку 2005 року прийшов до Генерального прокурора Киргизстану Азімбека Бекназарова і стверджував, що не скоював злочинів, у яких його звинувачувало МВС країни. В результаті генпрокуратура закрила справу й замінила розшук на підписку про невиїзд.
У грудні 2005 — обраний президентом Федерації фехтування Киргизстану.
У січні 2006 — виправданий Першотравневим судом Киргизстану у справі про вбивство трьох людей.
У квітні 2006 року виграв депутатські вибори до парламенту (Жогорки Кенеш) Киргизстану.

## Родина
- Син загинув навесні 2005 року за таємничих обставин, навчався у 10-му класі, загалом мав 4-х дітей[7]
- Перша дружина — вбита у 1990-х роках
- Брат Тиничбек Акматбаєв, вбитий у жовтні 2005 року під час інспекційної поїздки до виправної колонії у Молдованівці близ Бішкеку. Був депутатом Жогорку Кенеша Киргизстану
- Батько Абдималик Акматбаєв[10]

## Замахи
- 1996 року на Рисбека скоєно замах із гранатомета «Муха».
- 2000 року в горах кілери поранили його в ногу, але він зміг утекти
- 10 травня 2006 року вбитий кілерами поблизу Бішкеку